# Občina Šentilj
Občina Šentilj je jednou z 212 občin ve Slovinsku. Nachází se v Podrávském regionu na území historického Dolního Štýrska. Občinu tvoří 22 sídel, její rozloha je 65,0 km² a k 1. lednu 2017 zde žilo 8 371 obyvatel. Správním střediskem občiny je vesnice Šentilj v Slovenskih goricah.

## Geografie
Občina Šentilj leží v západní části vrchoviny Slovenske gorice. Nejvýznamnějším vodním tokem je řeka Mura, která vytváří státní hranici s Rakouskem.

## Členění občiny
Občina se dělí na sídla: Ceršak, Cirknica, Dražen Vrh, Jurjevski Dol, Kaniža, Kozjak pri Ceršaku, Kresnica, Plodršnica, Selnica ob Muri, Sladki Vrh, Spodnja Velka, Srebotje, Stara Gora pri Šentilju, Svečane, Šentilj v Slovenskih goricah, Šomat, Štrihovec, Trate, Vranji Vrh, Zgornja Velka, Zgornje Dobrenje, Zgornje Gradišče.

## Okolí občiny
Sousedí s občinami Apače a Sveta Ana na východě, Sveti Jurij v Slovenskih goricah na jihovýchodě, Pesnica na jihu, Kungota na západě a na severu s rakouskými obcemi Straß in Steiermark a Murfeld.